# Marta Iacoacci
Marta Iacoacci (Roma, 24 de noviembre de 2000) es una deportista italiana que compite en natación sincronizada.
Ganó cuatro medallas en el Campeonato Mundial de Natación, en los años 2022 y 2023, y seis medallas en el Campeonato Europeo de Natación, en los años 2022 y 2025. En los Juegos Europeos de Cracovia 2023 consiguió tres medallas.

## Palmarés internacional
| Campeonato Mundial | Campeonato Mundial | Campeonato Mundial | Campeonato Mundial |
| Año                | Lugar              | Medalla            | Prueba             |
| ------------------ | ------------------ | ------------------ | ------------------ |
| 2022               | Budapest (Hungría) | Medalla de plata   | Rutina especial    |
| 2022               | Budapest (Hungría) | Medalla de bronce  | Equipo técnico     |
| 2022               | Budapest (Hungría) | Medalla de bronce  | Combinación libre  |
| 2023               | Fukuoka (Japón)    | Medalla de plata   | Equipo técnico     |
| Juegos Europeos    |                    |                    |                    |
| Año                | Lugar              | Medalla            | Prueba             |
| 2023               | Oświęcim (Polonia) | Medalla de plata   | Equipo técnico     |
| 2023               | Oświęcim (Polonia) | Medalla de plata   | Equipo libre       |
| 2023               | Oświęcim (Polonia) | Medalla de bronce  | Rutina acrobática  |
| Campeonato Europeo |                    |                    |                    |
| Año                | Lugar              | Medalla            | Prueba             |
| 2022               | Roma (Italia)      | Medalla de plata   | Equipo técnico     |
| 2022               | Roma (Italia)      | Medalla de plata   | Equipo libre       |
| 2022               | Roma (Italia)      | Medalla de plata   | Combinación libre  |
| 2022               | Roma (Italia)      | Medalla de plata   | Rutina especial    |
| 2025               | Funchal (Portugal) | Medalla de oro     | Rutina acrobática  |
| 2025               | Funchal (Portugal) | Medalla de plata   | Equipo libre       |